# فكرت كوشكان
فكرت كوشكان (بالتركية: Fikret Kuşkan)‏ (22 أبريل 1965 -)، ممثل تركي. بدأ حياته الفنية بعام 1989 كممثل وهو مواليد مدينة إسطنبول.

## الأفلام والمسلسلات التلفزيونية
- Gençler 1989
- Issızlığın Ortası 1991
- Şaşıfelek Çıkmazı 1996-1998, 2001 (yön: ماهينور ارغون  [لغات أخرى]‏, Çağan Irmak)
- Muhallebicinin Oğlu 2000
- Artık Çok Geç 2000 (yön: Cemal Şan)
- Emanet 2002
- Şapkadan Babam Çıktı 2003 (yön: Haluk Bener)
- Esir Şehrin İnsanları 2003 (yön: Cafer Özgül)
- Yolculuk 2005
- Çemberimde Gül Oya 2005 (son bölüm, konuk oyuncu)
- Kabuslar Evi (2006) (yön: Çağan Irmak)
- Bıçak Sırtı 2007
- Parmaklıklar Ardında, 2009
- سيدة المزرعة,2010
- إسطنبول الظالمة ,2019
- محمد: سلطان الفتوحات,2024

## روابط خارجية
- فكرت كوشكان على موقع IMDb (الإنجليزية)
- فكرت كوشكان على موقع ألو سيني (الفرنسية)
- فكرت كوشكان على موقع ميوزك برينز (الإنجليزية)
- فكرت كوشكان على موقع أول موفي (الإنجليزية)
- فكرت كوشكان على موقع قاعدة بيانات الفيلم (الإنجليزية)
- فكرت كوشكان على موقع كينوبويسك (الروسية)